# Prosopocera gaucheti
Prosopocera gaucheti är en skalbaggsart som beskrevs av Teocchi, Sudre, Jiroux, Sudre och Jiroux 2008. Prosopocera gaucheti ingår i släktet Prosopocera och familjen långhorningar. Inga underarter finns listade i Catalogue of Life.